# 朝日山 (京都府宇治市)
朝日山（あさひやま）は京都府宇治市にある標高124メートルの山で、宇治橋より約1キロ上流の宇治川右岸に位置する。
山頂は、応神天皇皇子菟道稚郎子の諸説ある葬地の一つである。享保18年（1733）、山頂に並河五一郎により墓碑が建立された。（二段の基礎石52.5cmの上に幅34.6cm、奥行24.5cm、高さ106cm。）。
墓碑までは、琴坂を上がり、興聖寺南東の山道を登り、約15分。

## 朝日山を描いた絵画
- 兎道朝暾図 （うじちょうとんず）青木木米筆（江戸後期、重要文化財、東京国立博物館蔵）[4]

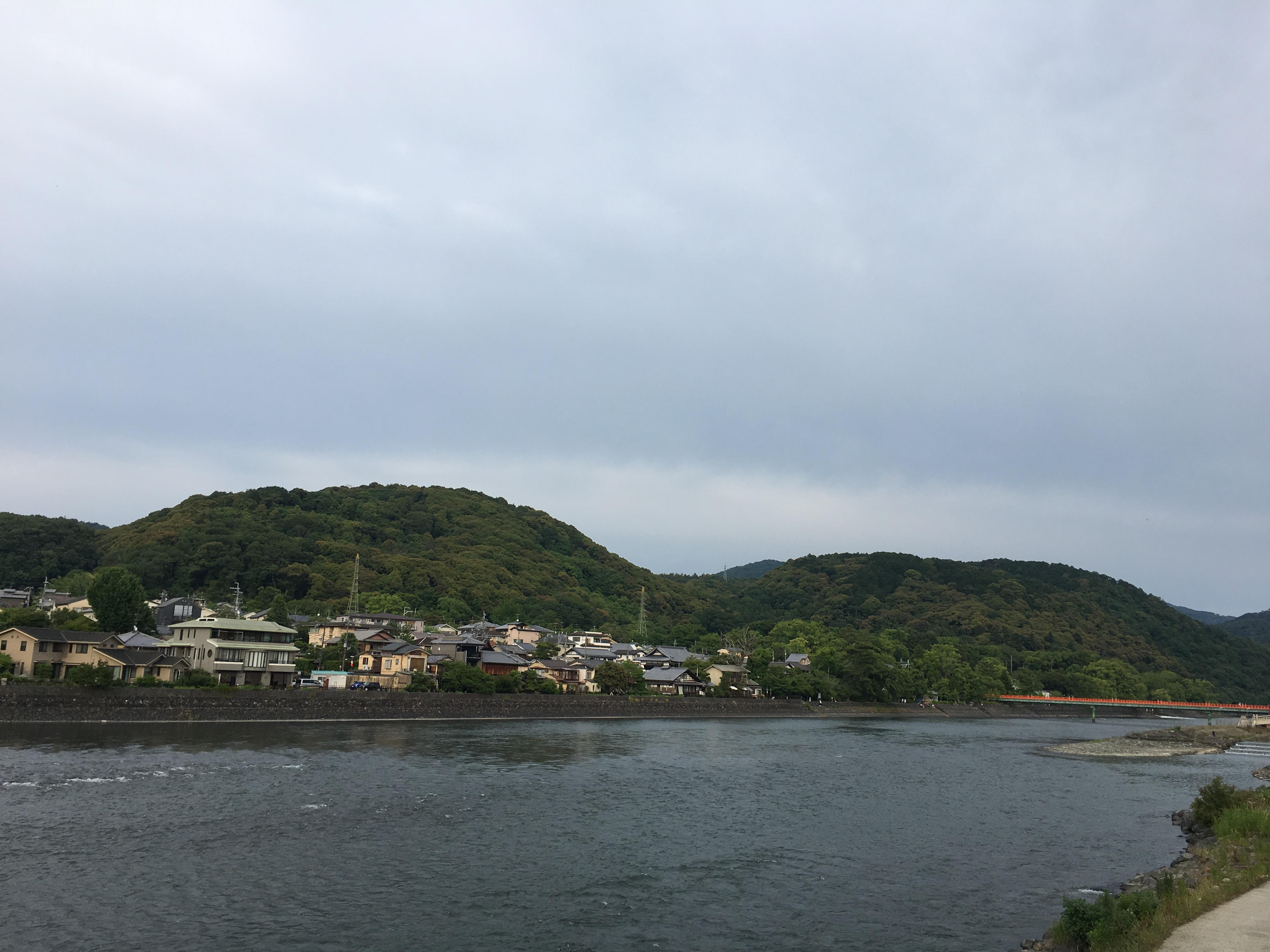
宇治橋から見た大吉山(左)と朝日山(右)
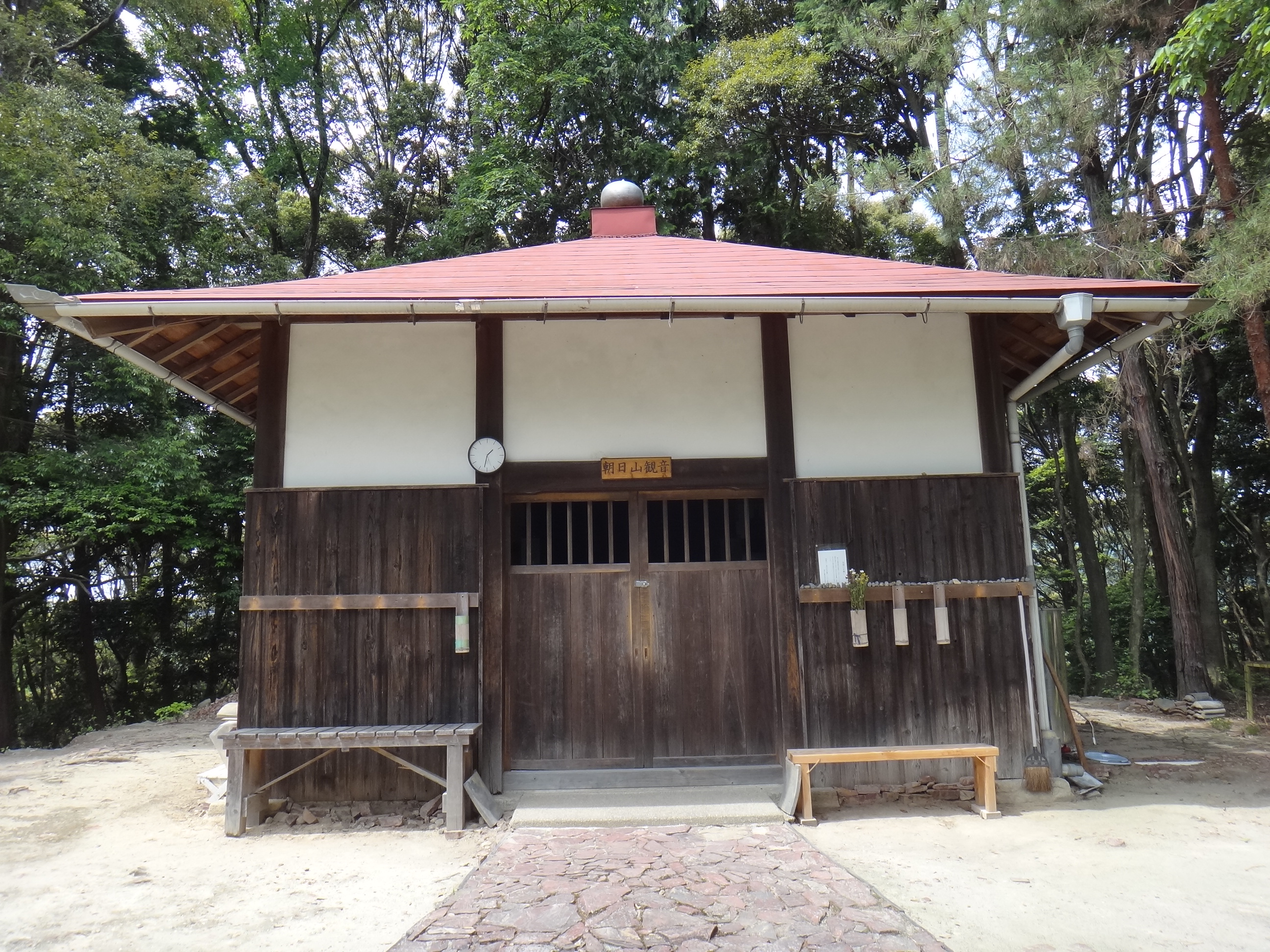
朝日山観音堂
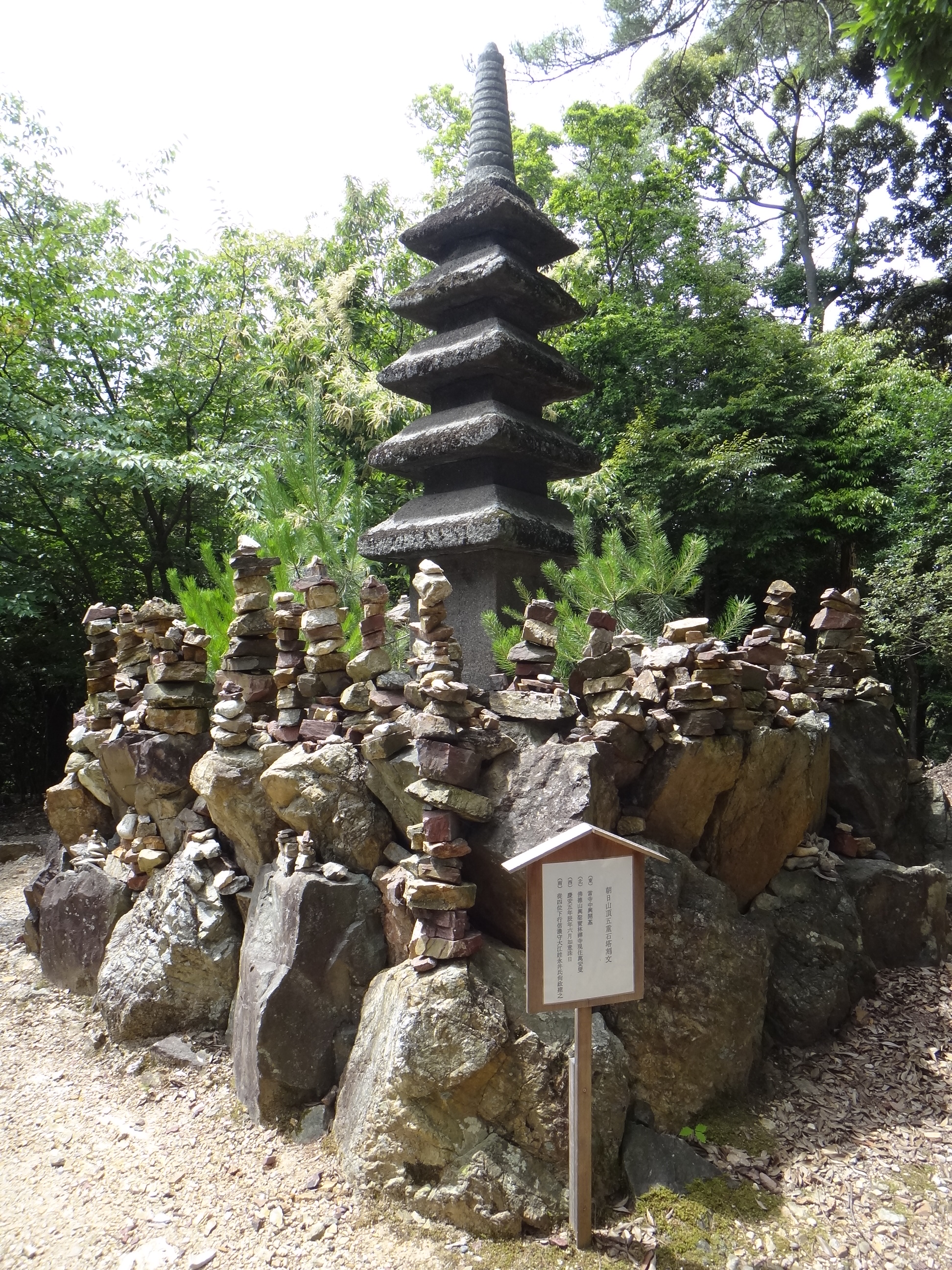
五重塔
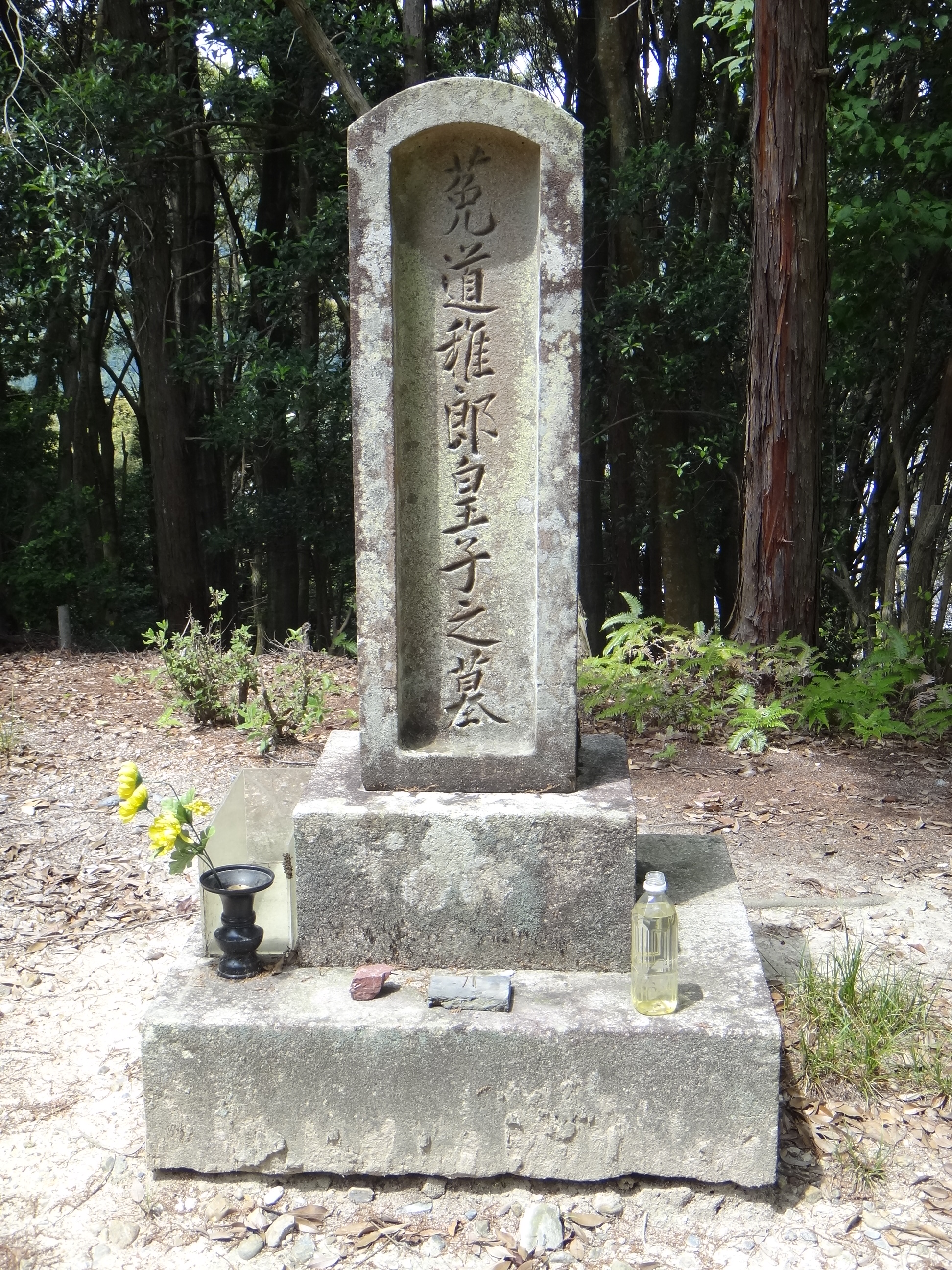
菟道稚郎子墓碑
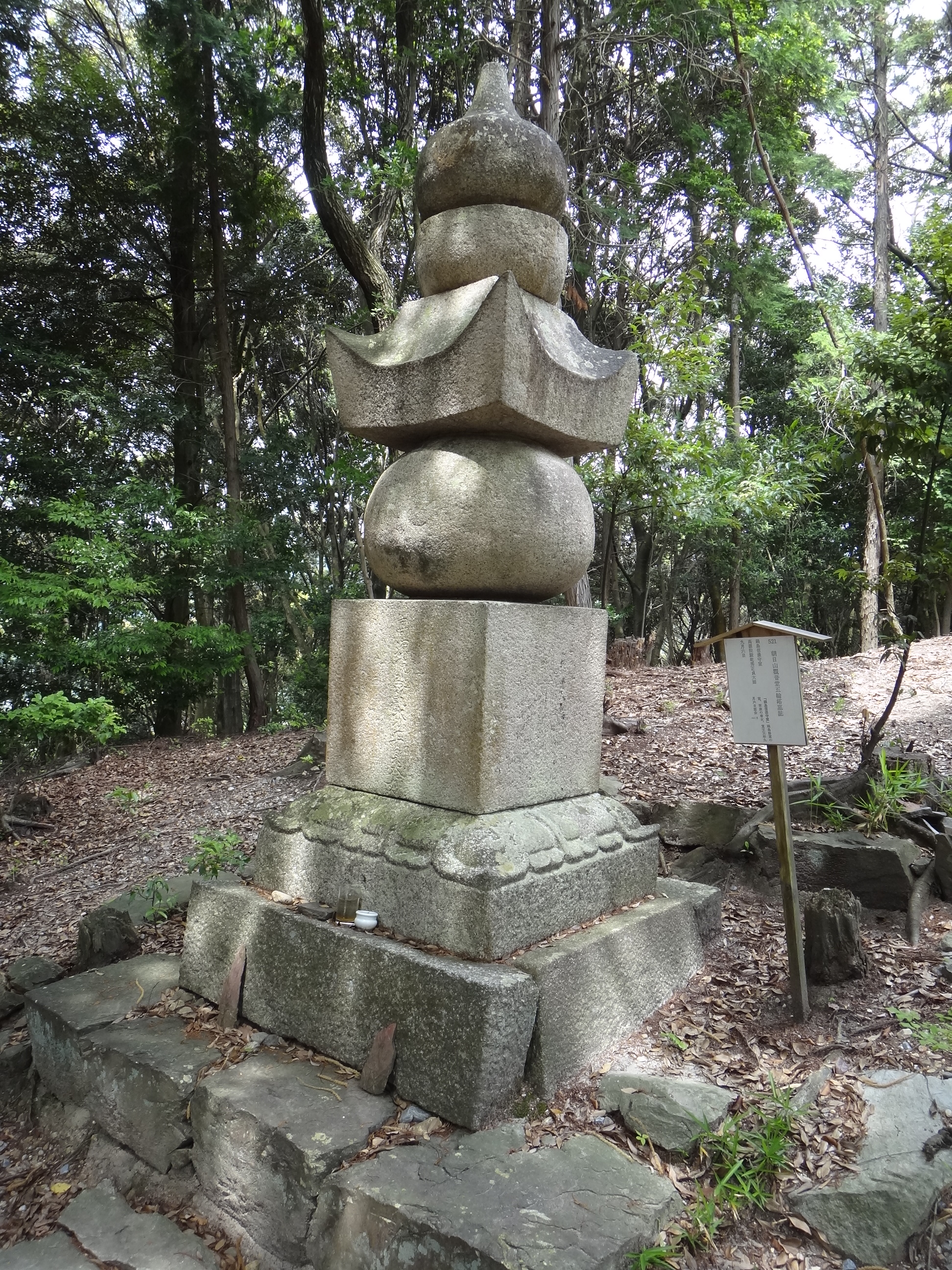
宇治市朝日山頂の五輪塔
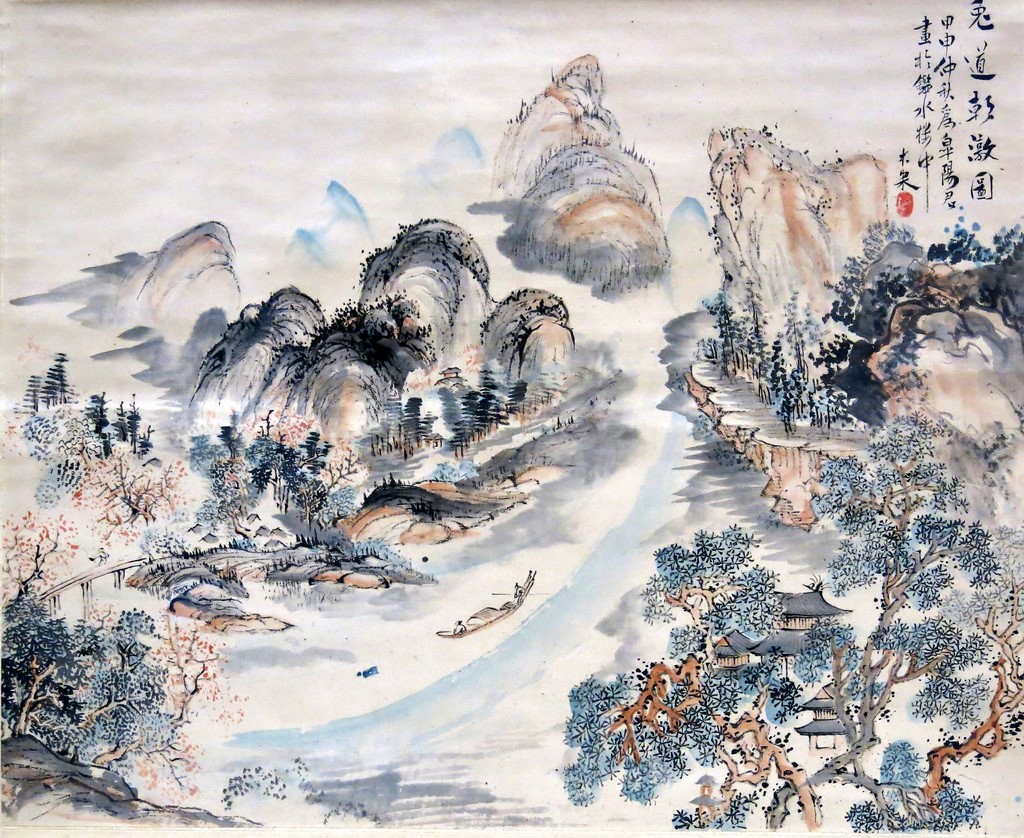
兎道朝暾図（青木木米筆）